# Жбанков, Евгений Геннадьевич
Евгений Геннадьевич Жбанков — сотрудник Министерства внутренних дел Российской Федерации, лейтенант милиции, кавалер двух орденов Мужества.

## Биография
Евгений Геннадьевич Жбанков родился 10 июля 1968 года в городе Барнауле. После окончания Барнаульской средней школы № 89 поступил в городское профессионально-техническое училище № 35. Завершив обучение на специальность электромонтёра по монтажу электрооборудования, трудился на шинном заводе в родном городе. В 1986—1988 годах проходил службу в Вооружённых Силах СССР, получил воинскую специальность радиста-разведчика.
В августе 1993 года Жбанков поступил на службу в Отряд милиции особого назначения при Управлении внутренних дел Алтайского края. Первоначально был рядовым милиционером-бойцом, на шестом году службы был выдвинуть на должность старшего инспектора группы кадров Отряда.
С началом боевых действий на Северном Кавказе Жбанков четырежды командировался в зону контртеррористической операции. Многократно участвовал в боевых столкновениях с незаконными вооружёнными формированиями сепаратистов. Не раз удостаивался благодарностей и ведомственных наград. Кроме того, Указом Президента Российской Федерации был награждён орденом Мужества.
Через несколько месяцев после начала Второй чеченской войны, в декабре 1999 года, Жбанков в составе сводного отряда Алтайского ОМОНа был направлен в Чеченскую Республику. Принимал участие в штурме республиканской столицы — города Грозного. В ходе него 23 января 2000 года Жбанков со своими товарищами выполнял боевую задачу в Заводском районе. Пытаясь вынести в безопасное место раненого солдата-срочника Внутренних войск, он был застрелен снайпером.
Похоронен на Аллее воинов-интернационалистов на Власихинском кладбище города Барнаула.
Указом Президента Российской Федерации лейтенант милиции Евгений Геннадьевич Жбанков посмертно был удостоен второго ордена Мужества.

## Память
- Навечно зачислен в списки личного состава Отряда милиции особого назначения при Управлении внутренних дел Алтайского края.
- Именем Жбанкова назван тепловоз ТЭМ-2, приписанный к локомотивному депо «Барнаул»[4].
- Имя Жбанкова увековечено на мемориальной доске выпускникам Барнаульской средней школы № 89, погибшим в локальных конфликтах[5].